# Episodi di Un cane di nome Wolf (seconda stagione)
La seconda stagione della serie televisiva Un cane di nome Wolf è stata trasmessa in anteprima nel Regno Unito dalla ITV tra il 23 novembre 1989 e l'11 gennaio 1990.
| nº | Titolo originale | Titolo italiano | Prima TV UK      | Prima TV Italia |
| -- | ---------------- | --------------- | ---------------- | --------------- |
| 1  | Coming to Terms  |                 | 23 novembre 1989 |                 |
| 2  | Blocker Gets His |                 | 30 novembre 1989 |                 |
| 3  | The Moneyspinner |                 | 7 dicembre 1989  |                 |
| 4  | Heroes           |                 | 14 dicembre 1989 |                 |
| 5  | Soapbox Derby    |                 | 21 dicembre 1989 |                 |
| 6  | The Adoption     |                 | 4 gennaio 1990   |                 |
| 7  | Mixed Doubles    |                 | 11 gennaio 1990  |                 |